# Jade Uru

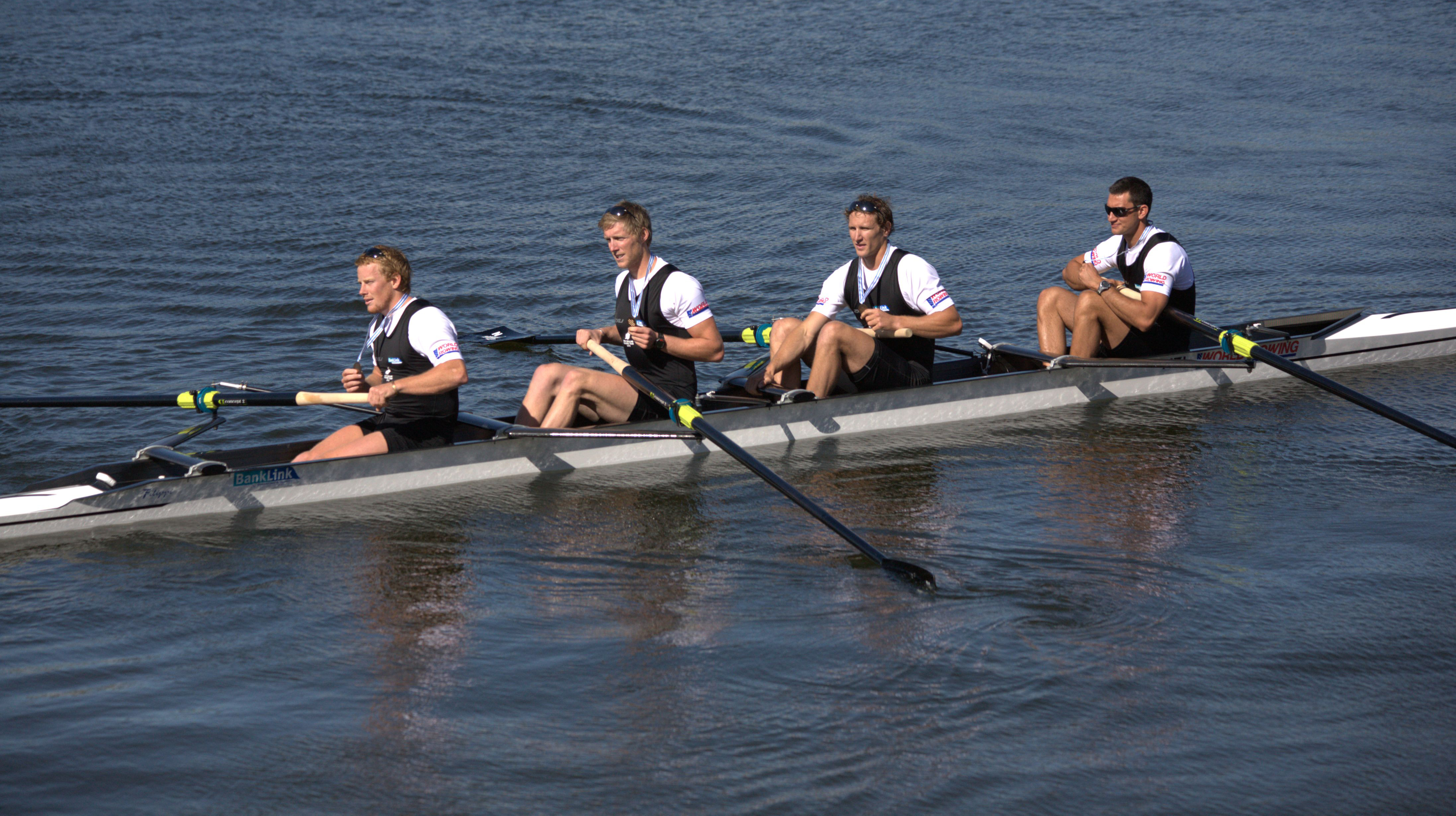
Jade Uru (rechts) im Vierer bei der WM 2010

Jade Uru (* 20. Oktober 1987 in Invercargill) ist ein ehemaliger neuseeländischer Ruderer. Er war Weltmeisterschaftsdritter 2010.

## Sportliche Karriere
Jade Uru belegte 2008 den fünften Platz im Vierer ohne Steuermann bei den U23-Weltmeisterschaften, 2009 gewann er den Titel zusammen mit Simon Watson, Hamish Burson und Tyson Williams. Bei den Weltmeisterschaften 2009 in der Erwachsenenklasse belegten die vier Neuseeländer den neunten Platz. 2010 fanden die Weltmeisterschaften auf dem Lake Karapiro in Neuseeland statt. Uru, Watson, Burson und David Eade gewannen die Bronzemedaille hinter den Franzosen und den Griechen. 2011 war Jade Uru der einzig Verbliebene aus dem Vorjahres-Vierer, in der Besetzung Jade Uru, Benjamin Hammond, James Dallinger und Christopher Harris belegte der Vierer den achten Platz bei den Weltmeisterschaften in Bled. Bei den Olympischen Spielen 2012 in London ruderten Tyson Williams, Jade Uru, Sean O’Neill und Christopher Harris auf den elften Platz. 2013 belegte Jade Uru mit dem ungesteuerten Vierer den 13. Platz bei den Weltmeisterschaften.
2014 wechselte Uru in den Doppelvierer. Bei den Weltmeisterschaften in Amsterdam belegten Jade Uru, John Storey, Nathan Flannery und Christopher Harris den zwölften Platz. 2015 erreichten Karl Manson, John Storey, George Bridgewater und Jade Uru beim Ruder-Weltcup in Luzern den zweiten Platz hinter dem deutschen Doppelvierer. Bei den Weltmeisterschaften in Frankreich verpassten die Neuseeländer mit dem neunten Platz die direkte Olympiaqualifikation. Bei der letzten Qualifikationsregatta 2016 in Luzern belegten Nathan Flannery, Jade Uru, George Bridgewater und John Storey den dritten Platz hinter Russen und Kanadiern, rückten aber nach einer Dopingdisqualifikation der Russen auf. Bei den Olympischen Spielen 2016 in Rio de Janeiro ruderten die vier Neuseeländer auf den zehnten und letzten Platz.
Jade Urus Bruder Storm Uru war ebenfalls zweifacher Olympiateilnehmer im Rudern.